# Aiyura
Aiyura is een geslacht van vlinders van de familie van de grasmotten (Crambidae), uit de onderfamilie van de Spilomelinae. De wetenschappelijke naam voor dit geslacht is voor het eerst gepubliceerd in 1974 door Eugene Gordon Munroe. Munroe beschreef ook de eerste soort uit het geslacht, Aiyura linoptera uit Papoea-Nieuw-Guinea, die als typesoort is aangeduid.

## Soorten
- A. linoptera Munroe, 1974
- A. pyrostrota (Hampson, 1912)